# Stan Rougier
Pour les articles homonymes, voir Rougier.
Stan Rougier, né le 23 juin 1930 à Jurançon (Pyrénées-Atlantiques), est un prêtre et écrivain catholique français, incardiné au diocèse d'Évry-Corbeil-Essonnes.

## Biographie
Cinquième d'une fratrie de six (Michel, Jean, Yves, Madeleine, Alain), il passe sa jeunesse au Pays basque et en Auvergne, où il pratique différents sports (judo, boxe, équitation, natation, ski, varappe, parapente...) et très tôt le scoutisme. Il est l'interprète de la délégation birmane au Jamboree scout de 1947, à Moisson. En 1967, il sera aumônier de la délégation française à celui de Spokane (Washington) États-Unis[réf. nécessaire].
D'abord éducateur de jeunes en difficultés (Royat et Auxerre), puis infirmier au Burkina Faso durant un an, il passe deux ans au séminaire d'Issy-les-Moulineaux. Il est embauché successivement dans une fonderie, un chantier du bâtiment, un garage. Il passe deux ans à la Mission de France à Pontigny, puis, entre, fin 1957, au noviciat dominicain de Lille. Il le quitte un an plus tard. Le 18 décembre 1960, à Meudon, après deux années au séminaire de Versailles, il est ordonné prêtre pour le diocèse de Versailles. Il célèbre le lendemain sa première messe à l'église Saint-Séverin à Paris. Il exercera alors principalement son ministère auprès des jeunes, comme aumônier de lycéens et d'étudiants, à Bezons, Houdan, Savigny-sur-Orge (Lycée Corot), Orsay (Faculté des sciences d'Orsay), Paris (Lycées Racine, Condorcet, Sainte-Marie-La Madeleine), Gif-sur-Yvette, Bures-sur-Yvette, Les Ulis, Marolles-en-Hurepoix. Il appartient au diocèse de l'Essonne[réf. nécessaire].
Parallèlement, il devient, à la fin des années 70, chroniqueur de plusieurs journaux et revues (notamment La Croix, Panorama...), prédicateur à la radio (France Culture) et à la télévision pour l'émission Le Jour du Seigneur (France 2). Il participe régulièrement à KTO Magazine sur la chaîne de KTO-TV. En 2007, une émission entière lui est consacrée : L'amour comme défi. En 2013, il participe à l'émission de KTO Magazine du 2 juin 2013 : La foi prise au mot. On le voit sur différents plateaux de France Télévisions, invité notamment par Patrick Poivre d'Arvor et Mireille Dumas, ou bien encore à BFM TV et  au Grand Journal de Canal+, au lendemain de l'élection du pape François, qu'il avait rencontré longuement à Buenos Aires, quatorze ans auparavant[réf. nécessaire].
Sollicité depuis plus de trente ans pour donner des conférences, animer des retraites et des rencontres,, accompagner des pèlerinages, participer au Dialogue interreligieux – non seulement en France et hors de France –, il partage avec enthousiasme sa foi en un Dieu d'Amour aux quatre coins de la planète :  France, Île Maurice, Rodrigues, La Réunion, Seychelles, Tahiti, Nouvelle-Calédonie, Marquises, Martinique, Guadeloupe, Mauritanie, Maroc (en particulier : Festival de musique de Fès), Cameroun, République démocratique du Congo, Rwanda, États-Unis, Québec, Suède, Norvège, Suisse, Belgique, Allemagne, Angleterre, République Tchèque, Croatie, Terre sainte (pèlerinages)[style à revoir].
Il publie son premier livre L'avenir est à la tendresse en 1977. Pendant 25 ans, il sera membre du Bureau de l'AECEF (association des écrivains croyants d'expression française)[réf. nécessaire].
Il a été souvent invité à Radio Notre-Dame, à l'émission Écoute dans la nuit, par son animatrice Chantal Bally, dans laquelle il était interrogé par des auditeurs et où il traitait d'un sujet déterminé en commun accord entre eux[réf. nécessaire].

## Publications
- L'avenir est à la tendresse, Salvator, 1977,  (ISBN 2-204-04225-0)
- La Révolte de l'Esprit, en collaboration avec Olivier Clément, de religion orthodoxe, Éditions Stock, 1978.
- Comme une flûte de roseau, Éditions du Centurion, 1982. Traduit en italien : Come un flauto di canna, Ed. Citadella editrice.
- François d'Assise, troubadour et prophète, Salvator, 1984 ; réédité (réédition revue et augmentée) en 2017. Avec la collaboration de Béatrice Guibert.
- Introduction à l'Exhortation apostolique du pape Jean-Paul II : La réconciliation et la pénitence dans la mission de l’Église d'aujourd'hui, publiée aux Éditions du Cerf, 1985.
- L'ombre obéit au soleil, Salvator, 1985.
- Jésus, (pour les 10-13 ans), Éditions du Cerf, 1983.
- Aime et tu vivras, Cana, 1985 ; réédité (réédition revue et augmentée), Desclée de Brouwer, 2015. Avec la collaboration de Béatrice Guibert.
- Puisque l'amour vient de Dieu, Desclée de Brouwer, 1988, réédité en 2007. Traduit en espagnol : Porque el amor viene de Dios, Editorial Sal Terrae , 2005.
- Clins Dieu, Salvator  1989.
- Prêtres de la Mission de France, Éditions du Centurion , 1991.
- La souffrance, collectif, Éditions du Centurion, 1993. Avec la participation de Marc Knobel et Hachemi Baccouche.
- Accroche ta vie à une étoile, Albin Michel, 1993, 1996.
- Nomade de l’Éternel, Éditions Stock, 1994.
- Montre-moi ton visage, Desclée de Brouwer, 1995.
- Quand l'amour se fait homme, Desclée de Brouwer, 1997.
- Une vie pour aimer, Mediaspaul, 1998, 2000.
- Dieu était là, et je ne le savais pas, autobiographie spirituelle, 1er tome, Presses de la Renaissance, 1998.
- Dieu écrit droit avec des lignes courbes, autobiographie spirituelle, second tome, Presses de la Renaissance, 1999.
- Le quotidien de l'amour, Claire Vision Éditions (Louvain-la-Neuve, Belgique), 1997.
- Vos fils et vos filles seront prophètes, Éditions Bayard, 2000.
- Les rendez-vous de Dieu, Presses de la Renaissance, 2000.
- Paco Huidobro, un prophète à Buenos Aires, Salvator, 2000. Traduit en espagnol : Un cura obrero entre nosotros, Editorial Claretiana[14]
- Quête du sens, collectif, Albin Michel, 2000, réédité en 2004. Avec la participation de Roland Rech, Lama Puntso, Swâmi Saraswati, Jean-Paul Guetny, Cheikh Khaled Bentounès, Richard Moss, Marie de Hennezel, Christiane Singer.
- Le Grand Livre de la tendresse, collectif, Albin Michel, 2002.
- Au commencement était l'amour, Presses de la Renaissance, 2003.
- Prières glanées, éditions Fidélité, 2005.
- L'amour comme un défi, Éditions du Relié, 2004 ; réédité chez Albin Michel, 2006.
- La dépression, une traversée spirituelle, en collaboration avec Yves Prigent, Desclée de Brouwer, 2006.
- Saint François d'Assise, Pygmalion, 2006.
- Jusqu'où peut-on changer sa vie?, collectif, Éditions de l'Atelier, 2006. Sous la direction de Alain Houziaux, avec la participation de Jacques Lacarrière et Jean-Paul Willaime.
- Pourquoi je l'ai suivi, entretiens avec Nathalie Calmé, Desclée de Brouwer, 2007
- Innocence et culpabilité, collectif, Albin Michel, 2007. Avec Jean-Yves Leloup, Philippe Naquet, Paul Ricœur, Marie de Solemne.
- Florilège spirituel, Presses de la Renaissance, 2008.
- Saint François d'Assise ou la puissance de l'amour, Albin Michel, 2009.
- Entre larmes et gratitudes, les psaumes revisités, Desclée de Brouwer, 2013.
- Pour vous qui suis-je?, Editions Mame, 2013. Avec la collaboration de Corinne Prévost.
- Préface de deux livres de Mgr Bergoglio, aujourd'hui pape François : La Miséricorde et Le Témoignage, Mame , 2013.
- La passion de la rencontre, Éditions du Relié, 2014. Avec une collaboration de Nathalie Calmé.
- Que peut-on dire aux hommes ?, Saint Exupéry en approche de Dieu, Mame, 2017. Avec la collaboration de Béatrice Guibert[15].
- Journal d'un novice, Salvator, 2018.